# أرسونات ميثيل ثنائي الصوديوم
أرسونات ميثيل ثنائي الصوديوم هو مركب كيميائي صيغته CH3AsNa2O3، ويستخدم ضمن المبيدات، وخاصة مبيدات الأعشاب.

## التحضير
يحضر المركب من تفاعل زرنيخيت الصوديوم مع يوديد الميثيل بوجود وسط قلوي من هيدروكسيد الصوديوم؛ أو من التفاعل مع ثنائي ميثيل الكبريتات:
{\displaystyle \mathrm {Na_{3}AsO_{3}+CH_{3}I\longrightarrow CH_{3}AsNa_{2}O_{3}+NaI} }
{\displaystyle \mathrm {Na_{3}AsO_{3}+(CH_{3}O)_{2}SO_{2}\longrightarrow CH_{3}AsNa_{2}O_{3}+CH_{3}O-SO_{2}-ONa} }

## الخواص
يوجد المركب في الشروط القياسية على الحالة الصلبة، وهو سهل الانحلال نسبياً في الماء؛ كما ينحل أيضاً في الميثانول.

## الاستخدامات
يستخدم المركب في الولايات المتحدة مبيداً للأعشاب في حقول إنتاج القطن.